# صورة حقيقية

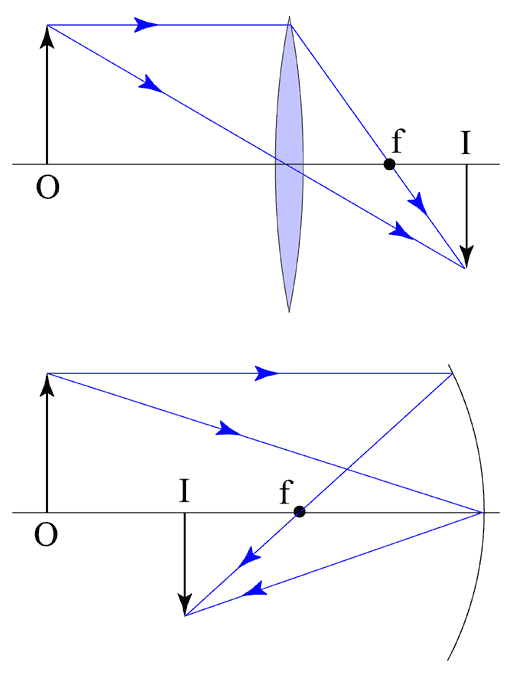
في الأعلى: تشكل الصورة الحقيقية عندما تكون العدسة محدبة، وفي الأسفل: تكون الصورة الحقيقية في المرآة المقعرة

تكون الصورة الحقيقية دائمًا مقلوبة

صورة حقيقية هي الصورة التي تتكون من تجمع الأشعة الضوئية المنعكسة عن جسمٍ ما، وتكون مقلبة دائمًا. وتنشأ الصورة الحقيقية في المرآة المقعرة والعدسة المحدبة بحسب موقع الجسم، بينما لا تتكون أبدًا عندما تكون المرآة محدبة والعدسة مقعرة فبالتالي تتكون صورة وهمية.